# Weihnachtsgeld
Weihnachtsgeld (auch Weihnachtsgratifikation) ist ähnlich wie das Urlaubsgeld ein zusätzliches Entgelt des Arbeitgebers an seinen Arbeitnehmer. Die Höhe des Weihnachtsgeldes, der Zahlungszeitpunkt sowie der Umstand, ob überhaupt Weihnachtsgeld gezahlt wird, sind gesetzlich nicht geregelt.
Bezeichnung und Zahlungszeitpunkt (meist mit dem Novemberentgelt) beziehen sich auf das christliche Weihnachtsfest. Die Zahlung soll zu den anlässlich des Weihnachtsfestes zusätzlich entstehenden Aufwendungen beitragen und erfolgt in der Absicht, den Arbeitnehmer auch künftig an sich zu binden.
Beim 13. Monatsgehalt handelt es sich dagegen um die Gegenleistung des Arbeitgebers für laufend erbrachte Arbeitsleistungen durch den Arbeitnehmer. Es stellt eine zeitanteilig verdiente Gegenleistung für die Arbeitsleistung dar, die lediglich erst am Ende eines Kalenderjahres ausgezahlt wird. Der Arbeitnehmer erwirbt also im Laufe des Jahres Ansprüche auf Zahlung des 13. Gehalts, die bei Ausscheiden aus dem Arbeitsverhältnis vor Ablauf des Kalenderjahres anteilig entstanden sind, wenn die Parteien des Arbeitsvertrags nichts anderes vereinbart haben. Der Höhe nach beläuft sich das 13. Monatsgehalt auf ein volles vereinbartes Monatsgehalt, beim Weihnachtsgeld ist das nicht ohne weiteres der Fall.
Sonderzahlungen, die die reguläre Arbeitsleistung vergüten, dürfen als Lohnbestandteil auf den Mindestlohn angerechnet werden.

## Deutschland

### Geschichte
Schon im antiken Rom war es Brauch, dass zu den im Dezember stattfindenden Saturnalien Sklaven und ihre Herren die Rollen tauschten und sich gegenseitig beschenkten. Eine mittelalterliche Form der Weihnachtssonderzuwendung gab es im Schusterhandwerk, wo der Meister seinen Gesellen traditionell zum Weihnachtsfest ein Stück Leder schenkte, aus dem diese sich dann ein Paar Schuhe machen konnten. Seit dem 17. Jahrhundert war es in England üblich, Angestellten am Tag nach Weihnachten eine Christmas box zu überreichen.
1952 setzte die Gewerkschaft ÖTV erstmals einen Tarifvertrag über eine „Weihnachtszuwendung“ durch.
In den folgenden Jahren geschah dies für viele weitere Branchen, aber keineswegs für alle und auch nicht in gleicher Höhe, nicht einmal für alle Betriebe derselben Branchen eines Tarifbezirks, sondern das Weihnachtsgeld wurde oft genug jeweils für einzelne Betriebe durch diverse Sonderzahlungen oder Betriebsvereinbarungen erhöht. Oft wurde die Auszahlung in voller durch die Arbeitnehmer erwarteter Höhe erst durch betriebliche Kampfmassnahmen erwirkt. Bis mindestens Ende der 1970er Jahre zeigte sich eine Tendenz zum Anstieg der Höhe des Weihnachtsgeldes und der Ausdehnung des Anteils der Betriebe und Branchen, in dem es durch Tarifverträge bzw. Betriebsvereinbarungen abgesichert wurde.

### Arbeiter und Angestellte
Der Anspruch auf Weihnachtsgeld kann sich ergeben aus:
- Tarifvertrag
- Betriebsvereinbarung
- Arbeitsvertrag
- freiwilliger Leistungszusage des Arbeitgebers
- betrieblicher Übung
- dem gewohnheitsrechtlich anerkannten arbeitsrechtlichen Gleichbehandlungsgrundsatz.[8][9]

Der Anspruch auf eine Weihnachtsgratifikation darf vom ungekündigten Bestehen des Arbeitsverhältnisses zum Auszahlungszeitpunkt abhängig gemacht werden.
Im Arbeitsvertrag kann eine Vereinbarung getroffen werden, nach der ein Arbeitnehmer zur Rückzahlung des Weihnachtsgeldes verpflichtet ist, wenn er innerhalb eines bestimmten Zeitraums nach der Zahlung des Weihnachtsgeldes aus dem Betrieb ausscheidet. Auch Tarifverträge können eine Rückzahlungsverpflichtung vorsehen (im öffentlichen Dienst war dies nach dem früheren BAT der Fall, wenn der Mitarbeiter bis zum 31. März des Folgejahres ausgeschieden ist; der TVöD änderte den Stichtag auf den 1. Dezember).
Die Höhe des Weihnachtsgeldes ist oft von Branche, Unternehmen, Dauer der Betriebszugehörigkeit und betrieblicher Gepflogenheit abhängig. Unternehmen dürfen ihren Mitarbeitern unterschiedlich hohe Weihnachtsgelder zahlen, wenn sachliche Gründe hierfür vorliegen. Eine höhere Qualifikation reicht nach einem Urteil des Bundesarbeitsgerichts allein nicht aus.
In vielen Tarifverträgen wird die Höhe des Weihnachtsgeldes nach der Dauer der Betriebszugehörigkeit gestaffelt, beispielsweise

25 % vom Monatsverdienst nach 6 Monaten Betriebszugehörigkeit,

35 % vom Monatsverdienst nach 12 Monaten Betriebszugehörigkeit,

45 % vom Monatsverdienst nach 24 Monaten Betriebszugehörigkeit,

55 % vom Monatsverdienst nach 36 Monaten Betriebszugehörigkeit.
Das Weihnachtsgeld gehört lohnsteuerrechtlich zu den sonstigen Bezügen im Sinne des § 39b Abs. 3 EStG. Der Weihnachtsfreibetrag wurde durch das Steuerreformgesetz 1990 vom 25. Juli 1988 abgeschafft.
Sofern das Entgelt zusammen mit dem Weihnachtsgeld die monatliche Beitragsbemessungsgrenze nicht überschreitet, wird die Einmalzahlung auch vollständig zur Beitragsberechnung in der Sozialversicherung herangezogen (§ 22 Abs. 1 Satz 2, § 23a SGB IV).
Unter bestimmten Voraussetzungen kann freiwillig gezahltes Weihnachtsgeld in einen steuerbegünstigten Fahrtkostenzuschuss umgewandelt werden (§ 40 Abs. 2 Satz 2 EStG). Wird dieser Zuschuss auf das Weihnachtsgeld angerechnet (Umwandlung) und vom Arbeitgeber pauschal mit 15 % versteuert, löst die Pauschalierung der Lohnsteuer auch Beitragsfreiheit in der Sozialversicherung aus.

### Beamte
Für Beamte ist das Weihnachtsgeld durch Gesetze des Bundes und der Länder geregelt.
In den letzten Jahren wurden diese Leistungen durch Bundes- und Landesgesetzgeber erheblich reduziert, umgestaltet und teilweise auch abgeschafft.
Bundesbeamte erhalten seit Juli 2008 kein Weihnachtsgeld mehr. Die bis dahin gewährte Sonderzahlung (Weihnachts- und Urlaubsgeld) in Höhe von 5 % der Jahresbezüge wurde in das Grundgehalt integriert.

### Statistik
Die höchsten Auszahlungen erhalten die Beschäftigten im Apothekengewerbe, Bankgewerbe, in der Süßwarenindustrie und in der westdeutschen Chemieindustrie: zwischen 95 und 100 % eines Monatseinkommens. Weniger gezahlt wird zum Beispiel im Einzelhandel (62,5 %) und in der Metallindustrie (55 %).
In manchen Branchen wird ein tariflich vereinbarter Festbetrag als Weihnachtsgeld ausgezahlt, zum Beispiel im Steinkohlebergbau, in der Landwirtschaft und beim Groß- und Außenhandel. Einige Tarifverträge unterscheiden zwischen alten und neuen Bundesländern.
2018 erhielten in Deutschland 55 % aller Beschäftigten ein Weihnachtsgeld, 2019 waren es 53 %. In Betrieben mit Tarifbindung waren es 77 Prozent der Beschäftigten, in Betrieben ohne Tarifvertrag hingegen lediglich 42 Prozent. Durchschnittlich belief sich die Höhe auf 2 632 Euro brutto.
Das durchschnittliche Weihnachtsgeld nach Branchen für das Jahr 2019 betrug (Auswahl):
| Euro (brutto) | Branche                                                                         |
| ------------- | ------------------------------------------------------------------------------- |
| 318           | Vermittlung und Überlassung von Arbeitskräften                                  |
| 492           | Landwirtschaft, Jagd und damit verbundene Tätigkeiten                           |
| 510           | Wach- und Sicherheitsdienste sowie Detekteien                                   |
| 880           | Schifffahrt                                                                     |
| 1967          | Herstellung von Metallerzeugnissen                                              |
| 2479          | Metallerzeugung und -bearbeitung                                                |
| 3571          | Versicherungen, Rückversicherungen und Pensionskassen (ohne Sozialversicherung) |
| 4260          | Erbringung von Finanzdienstleistungen                                           |
| 4709          | Herstellung von pharmazeutischen Erzeugnissen                                   |
| 4739          | Herstellung von chemischen Erzeugnissen                                         |
| 4923          | Energieversorgung                                                               |
| 5274          | Rundfunkveranstalter                                                            |

Männer erhalten durchschnittlich ein höheres Weihnachtsgeld als Frauen, Beschäftigte in den westlichen Bundesländern mehr als im Osten und Vollzeitbeschäftigte mehr als Teilzeitkräfte.

## Österreich
In Österreich wird das Weihnachtsgeld auch als Weihnachtsremuneration bezeichnet.